# Жонас Едуардо Америко
Жонас Едуардо Америко (порт. Jonas Eduardo Américo, нар. 6 серпня 1948, Жау) — колишній бразильський футболіст, що грав на позиції нападника.
Виступав за ряд бразильських клубів, мексиканський «УАНЛ Тигрес», а також національну збірну Бразилії, у складі якої став чемпіоном світу.

## Клубна кар'єра
У дорослому футболі дебютував 1966 року виступами за «Сантус», в якому провів одинадцять сезонів, взявши участь у 584 матчах чемпіонату. Більшість часу, проведеного у складі «Сантуса», був основним гравцем атакувальної ланки команди і виграв за цей час чемпіонат Бразилії у сезоні 1968, чотири чемпіонства штату Сан-Паулу та Суперкубок міжконтинентальних чемпіонів. Крім того 1971 року Еду став володарем Срібного м'яча Бразилії за версією журналу Плакар.
Згодом протягом сезону 1977 року виступав за «Корінтіанс» та «Інтернасьйонал» у Серії А, після чого перебрався до Мексики, де грав за «УАНЛ Тигрес». 
У сезоні 1983 року грав за нижчоліговий бразильський «Сан-Крістован», після чого перейшов у «Насьонал» (Манаус), з яким став дворазовим чемпіоном штату Амазонас.
Завершив професійну ігрову кар'єру у клубі «Дом Боско», за команду якого виступав протягом сезону 1985 року.

## Виступи за збірну
1966 року дебютував в офіційних матчах у складі національної збірної Бразилії. 
У складі збірної був учасником чемпіонату світу 1966 року в Англії, чемпіонату світу 1970 року у Мексиці, здобувши того року титул чемпіона світу, чемпіонату світу 1974 року у ФРН.
Протягом кар'єри у національній команді, яка тривала 9 років, провів у формі головної команди країни 42 матчі, забивши 8 голів.

## Титули і досягнення

### Командні
- Чемпіон Бразилії (1):

«Сантус»: 1968
- Переможець Суперкубка міжконтинентальних чемпіонів (1):

«Сантус»: 1968
- Переможець Ліги Пауліста (5):

«Сантус»: 1967, 1968, 1969, 1973
«Корінтіанс»: 1977
- Переможець Ліги Амазоненсе (2):

«Насьонал» (Манаус): 1984, 1985
- Чемпіон світу (1):

Бразилія: 1970

### Особисті
Володар Срібного м'яча Бразилії (за версією журналу Плакар): 1971